# Laïka de Iakoutie
Pour les articles homonymes, voir Laïka (homonymie).
Le laïka de Iakoutie ou Yakoutie (Yakutian Laika) est un chien originaire de la région de la Kolyma, en Russie. La race est reconnue à titre provisoire par la Fédération cynologique internationale (FCI).

## Histoire
Le laïka de Iakoutie est décrit en 1843 par Ivan Iakovlevitch dans son Manuel de géographie de l'Empire russe. Il indique que ce laïka est utilisé pour le traîneau, la chasse et le service postal.
Concernant son histoire en France on notera que la race a véritablement été lancée à la suite de l'importation d'un couple en 2010 par Mme Gallou, élevage Not Fancy. En 2011 les chiens sont autorisés à passer les examens officiels de dysplasie de la hanche et les tests de caractère. La première portée naîtra en Octobre 2012. Grâce au club de race le laïka de Iakoutie a beaucoup évolué jusqu'à sa reconnaissance en Septembre 2019.

## Caractéristiques

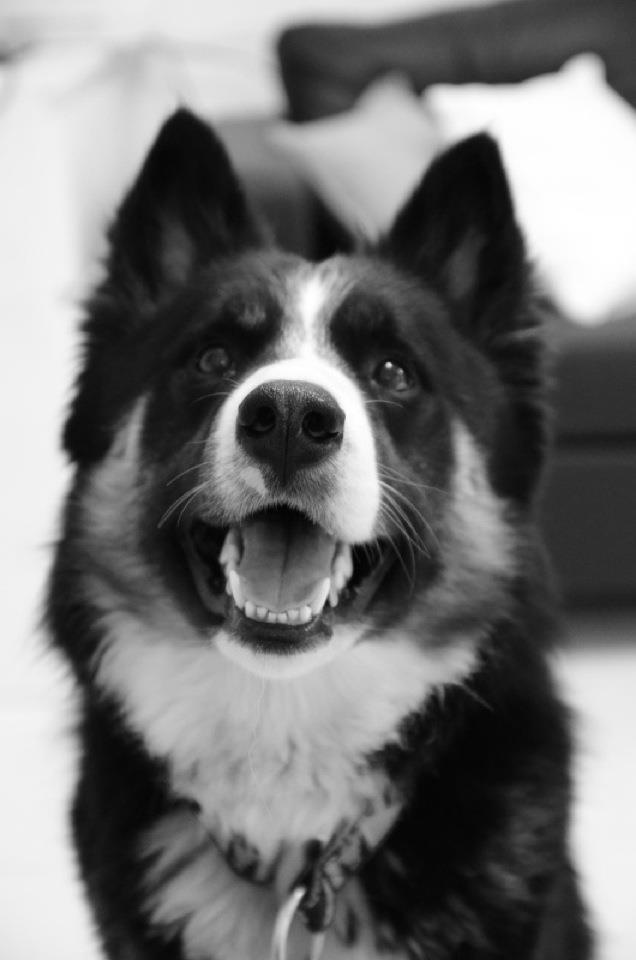
Tête du Laïka Artic Travel Munha.

Le laïka de Iakoutie est un chien robuste, de taille moyenne et le poil est bien développé, ce qui est nécessaire pour vivre dans les conditions extrêmes de l'arctique. Il est actif, joueur et curieux, de nature amicale, non craintif de nature et non agressif. La principale utilisation de ce chien est le traîneau et l'aide pour la chasse.
Yeux : droits ou écartés, en forme d'amande, non proéminents, ni enfoncés. Bleus, noirs ou couleur noisette (les yeux vairons sont acceptés). Les paupières sont bordées de noir ou de la couleur de la truffe qui, elle, peut être décolorée en partie, sur un fond blanc. Défaut : de grands yeux ronds, la troisième paupière présente, yeux exorbités.
Manteau : le pelage épais avec un sous-poil bien développé, brillant, droit, rude au toucher. D'épaisses franges sont présentes sur les membres antérieurs et postérieurs. La crinière sur le cou est bien développée. La queue est épaisse et mousseuse, enroulée en demi cercle et appuyée sur le dos. Défaut : pas assez épais, un manteau duveteux. Défauts éliminatoires : poils courts, poils ondulés ou trop mou.
Couleur : toute couleur est admise (blanc, noir, noir et blanc, gris et blanc, blanc-gris), noir et blanc avec des taches rouges, noir avec des taches rouges, rouge blanc, blanc et rouge. Défauts : toute couleur unie autre que la couleur blanche.
Le laïka de Iakoutie est un chien nordique proche de l'Homme (non craintif), cette race de chien est également très sociable. Une tendance à la surdité est récemment apparue dans la race, mais certains sujets sont testés notamment en France.

## Utilité

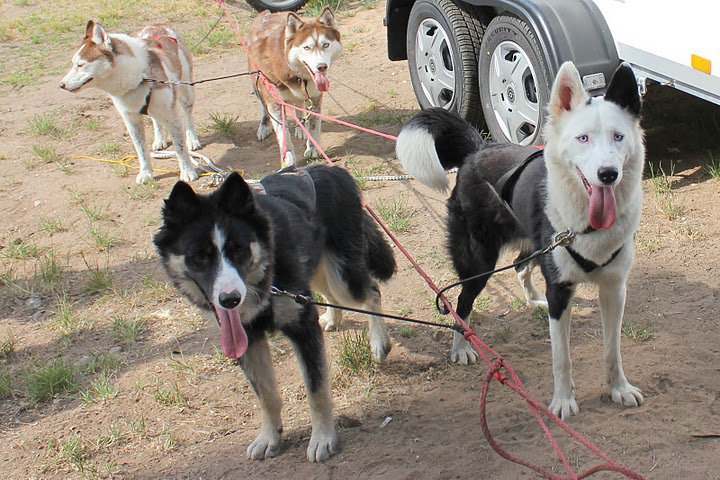
Attelage de laïkas.

Ses besoins sont en rapport avec son origine (tracter, poursuivre, rechercher). 